# Hieracium medschedsense
Hieracium medschedsense es una especie de planta con flor del género Hieracium, de la familia Asteraceae, orden Asterales.

## Distribución
Hieracium medschedsense se distribuye por el Cáucaso norte y el Transcaucaso.

## Taxonomía
Fue descrita científicamente por Zahn.